# Jeremy Ngakia
Jeremy Mpobi Ngakia (ur. 7 września 2000 w Londynie) – angielski piłkarz kongijskiego pochodzenia występujący na pozycji obrońcy w angielskim klubie Watford. Wychowanek West Hamu United.